# マラスムス
マラスムス（英語: marasmus、ドイツ語: marasmus）とは、タンパク質-エネルギー栄養障害の一種で、身体に備蓄されたエネルギーとタンパク質が、いずれも枯渇しそうな状態を指す。マラスムスになった子供の身体は衰弱し、体重が適正体重の8割以下になる場合もある。なお、ヒトにおけるクワシオルコルの発症率は月齢18ヶ月を過ぎてから増加するのに対し、マラスムスの発症率は1歳になる前に増加する。予後はクワシオルコルよりも良好である。

## 原因
マラスムスが発症する要因は、慢性的に全般的な栄養不良に陥り続けたために、タンパク質、脂質、炭水化物が、いずれも不足している場合である。要するに、様々な生体の機能を発揮するためのタンパク質の材料が慢性的に足りず、さらに、生体の活動を支えるための摂取カロリー量も慢性的に足りず、したがって、生体は自身のタンパク質までも分解して、エネルギーとして使用せざるを得ない状況に、ある程度の期間に亘って追い込まれ続けた場合に、この病態が発生する。
マラスムスは発展途上国においてしばしば発生する。とりわけ乳離れして、離乳食を口にしはじめたばかりで、充分なエネルギーを摂取できない子供に発生しやすい。マラスムスの病状は、栄養失調の結果として、消化管における食物の消化と吸収が妨げられやすくなるため、悪循環しうる。例えば、タンパク質の不足のせいで、消化酵素を充分に合成できない可能性があり、消化が妨げられる。また、そもそも生体の構成分子が不足しはじめた状況に追い込まれているため、腸内において脂肪を乳化して、消化酵素を作用させやすくするための胆汁酸も、不足しうることも、消化を妨げる。さらに胆汁酸は、栄養不足による宿主の免疫力の低下などが原因で増殖した細菌によって変性させられ、脂肪を乳化させる機能を失いうる。挙句の果てに、栄養失調による消化管の機能低下によって、無事に消化できた食物の消化管からの吸収効率も低下しうる。これらの理由により、マラスムスの状態は、栄養失調によって、さらに状況が悪化してゆく。

## 症状

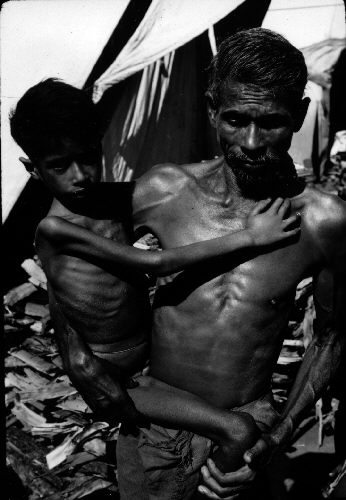
インドで撮影されたマラスムスの症状を呈した子供。皮下脂肪だけでなく、筋肉も少なく、いわゆる「骨と皮」の状態であることが見て取れる。

マラスムスに陥った者の身体に、特に目立つ特徴は、体重の減少である。これは、身体が生存するためのエネルギー源として、これまでに備蓄しておいた脂肪を利用してきた事が要因である。ただし、それだけではなく、筋肉や肝臓などの生体組織を分解して、それをも生存するためのエネルギー源として利用してきたためでもある。例えば、脳や赤血球は、基本的にはグルコースをエネルギー源としているものの、グルコースを供給するために、アミノ酸レベルにまで分解した生体組織を、糖新生に使ったりする。また、生命の維持に必要なタンパク質は、半永久的に使用できるわけではなく、何らかの理由で劣化したタンパク質は分解して、代わりのタンパク質を新たに合成せねばならないため、その材料を枯渇させないためにも、生体組織は分解されてゆく。これらの結果として、例えば、筋肉の量は骨格筋、心筋ともに減少する。また、肝臓も一部が分解されて、肝臓の重量も減少し得る。これらの結果として、腹部は通例は膨らみ、顔には皺ができる。そのせいで、マラスムスの子供は、まるで老人のように見える場合も有る。
また、マラスムスは精神症状も引き起こしうる。マラスムスに陥った者は、しばしば怒りっぽくなったり、イライラしやすくなったりする。これは、生体がエネルギー不足に陥った場合に、血糖値を上昇させるためのホルモンとして、アドレナリンが分泌されることも関係すると考えられる。また、脳にはエネルギー不足を検知する空腹中枢も存在するため、酷い空腹感が続いたりもする。
マラスムスの病態が酷くなると、いよいよ生命の維持が難しくなってきて、全般的な機能低下を起こす。このため、しばしば患者は下痢に悩まされ、腸が衰弱する。さらに、脈拍、血圧、心拍数も低下する。また、体温も低下傾向を示し、免疫機能は著しく低下する。このせいで感染症にも罹患しやすくなり、感染症からの回復も難しくなる。結果として、マラスムスに陥った者に、感染症がトドメを刺す形で、死に至る場合も有る。
一方で、摂取カロリーは充足しているものの、タンパク質の慢性的な摂取不足によって発症するクワシオルコルとは異なり、マラスムスだけが原因で浮腫は見られない。
マラスムスを発症している小児には、成長の遅滞が見られる。ただし、罹患した子供が成人年齢に達した時に、その知能に悪影響が出るかどうかについては、2008年現在においては未だに議論が続けられており、結論が出ていない。

## 診断
マラスムスは、患児の体重が標準の60%かそれ以下であっても、浮腫が生じていなければ、ただちに生命の危機に陥るかどうかという意味においては、安全であると考えられている。もし、浮腫が生じているならば、全体的な栄養の欠乏と、タンパク質欠乏によるクワシオルコルとが混合した状態であると言える。

## 治療法
マラスムスの治療は、WHOの基準に従って進められる。WHOの10ステップの治療基準は、マラスムスだけでなく、類似の栄養障害であるクワシオルコルの両方に適用される。
たびたび低血糖が起きるので、適切な間隔で必要量のグルコースを、経口投与を基本として投与する。しかしながら、経口投与が難しい場合には、静脈注射でグルコースを投与する。多くの患者が見せる脱水症状に対しては、経口補水塩を1回分ずつ注意深く投与すべきである。この際に用いる経口補水塩は、一般的に用いられる経口補水塩に比べて、ナトリウムの量は少なく、カリウムの量は多く含まれた物を使用する。電解質が不足している場合も有り得るため、WHOの奨励する方式に従って、カリウムとマグネシウムも補給させるべきである。ただし、栄養失調のために心臓の機能が低下している場合が有るので、この補給は患者の血液循環の負担にならないように行うべきである。これ以外に、重要なビタミンや微量元素も、同時に投与する必要が有る。
また、患者の体温の下降傾向は、マラスムスの場合はエネルギー不足だけでなく、皮下の脂肪組織の減少に伴う断熱性能の低下に伴って起きるので、身体を温める方法で対応できる。体温は適切に管理されるべきである。なお、マラスムス患者では免疫系の機能が低下している場合が有るため、仮に感染症に罹患していても、発熱などの一般的な症状を呈しない場合も有る。感染症が疑われる場合には、そのため、疾病の兆候を見せていなくとも、広域スペクトル型の抗菌薬を投与する判断を行い得る。また、マラリアなどの寄生虫に対する治療も、考慮に入れる必要が有る。
もちろん、マラスムスにせよ、クワシオルコルにせよ、タンパク質が不足して起きている病態であるため、タンパク質、または、タンパク質の合成材料であるアミノ酸の補給も欠かせない。しかしながら、患者の肝機能は低下している場合が普通であるため、急速に投与されたタンパク質を、患者の生体が適切に代謝できない場合も有り得る。例えば、肝臓での尿素回路が充分に機能していない場合には、アミノ酸の代謝によって体内で発生したアンモニアの過剰な蓄積につながり、その結果として、最悪の場合には、命に関わる肝性昏睡に陥る可能性も有る。
それから、飢餓による心理的・社会的な結果に対して、人間らしい援助をする事が勧められる。それに加えて、治療の終了までには、マラスムスやクワシオルコルに至った慢性的な栄養不良の原因の分析も、終わらせておくべきである。もし、栄養不良の原因の排除が可能であり、それを実施できれば、患者は家族なり生活共同体なりの中で生活を営めるようになる。

## 伝統的にマラスムスは、どのように認識されてきたか
1991年に、パキスタンのカラチ州に住む下層階級の女性150人を対象にして、マラスムスについての意識調査が実施された。その結果、マラスムスの状態を正しく分析して、医療で治せる栄養失調ないし下痢による吸収不良と結び付けられた者は、ごく少数に限られていた。大部分の者は、この病気が、栄養不良の子供を持っている女性との接触や、宗教的に穢れた状態にあったりする女性との接触を原因として起きると信じていた。すなわち、発病のメカニズムは、調査対象の大部分の人達にとって、宗教的な要素に帰せられていた。同じように、大部分の人達が、病気になった子供たちを治すために、医科的治療を受けさせたり、良質の食物を与えたりすることは、不要であると見なしていた。調査対象とされた女性達は、宗教的に穢れた状態に陥った子供が生き延びることは、ほとんど期待できないと強く認識していた。